# 卷冠蓝鸦
卷冠蓝鸦（学名：Cyanocorax cristatellus），是鸦科蓝鸦属的一种，分布于巴西、玻利维亚和巴拉圭。全球活动范围约为2,900,000平方千米。该物种的保护状况被评为无危。
卷冠蓝鸦的平均体重约为178.0克。栖息地包括亚热带或热带的湿润低地林、亚热带或热带的旱林、干燥的稀树草原和亚热带或热带的（低地）干草原。